# Special Service Group

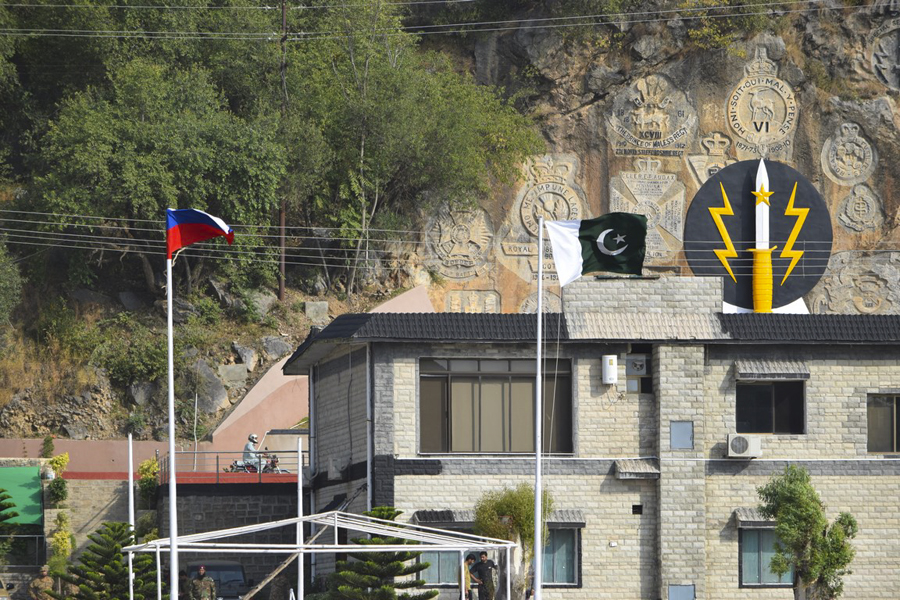
École du quartier-général des SSG, à Cherat (Khyber Pakhtunkhwa), surmonté de l'insigne du groupe, alors qu'elle accueille des commandos russes, en 2016.

Le Special Service Group ou SSG constitue les forces spéciales de l'armée de terre pakistanaise, créé en 1956 et principalement basé dans le Khyber Pakhtunkhwa. Il s'agit des unités les plus élitistes de l'armée pakistanaise, avec des compétences diverses. Il est constitué d'une dizaine de bataillons dont les effectifs, tenus secrets, s'élèveraient à quelques milliers d'hommes. 
Le groupe est principalement engagé dans le Cachemire, face à l'Inde, ses membres étant formés aux combats de montagnes, parachutages et opérations spéciales. Il s'est également spécialisé dans les opérations navales et anti-terroristes notamment, avec un engagement dans le cadre de l'insurrection islamiste au Pakistan.

## Histoire

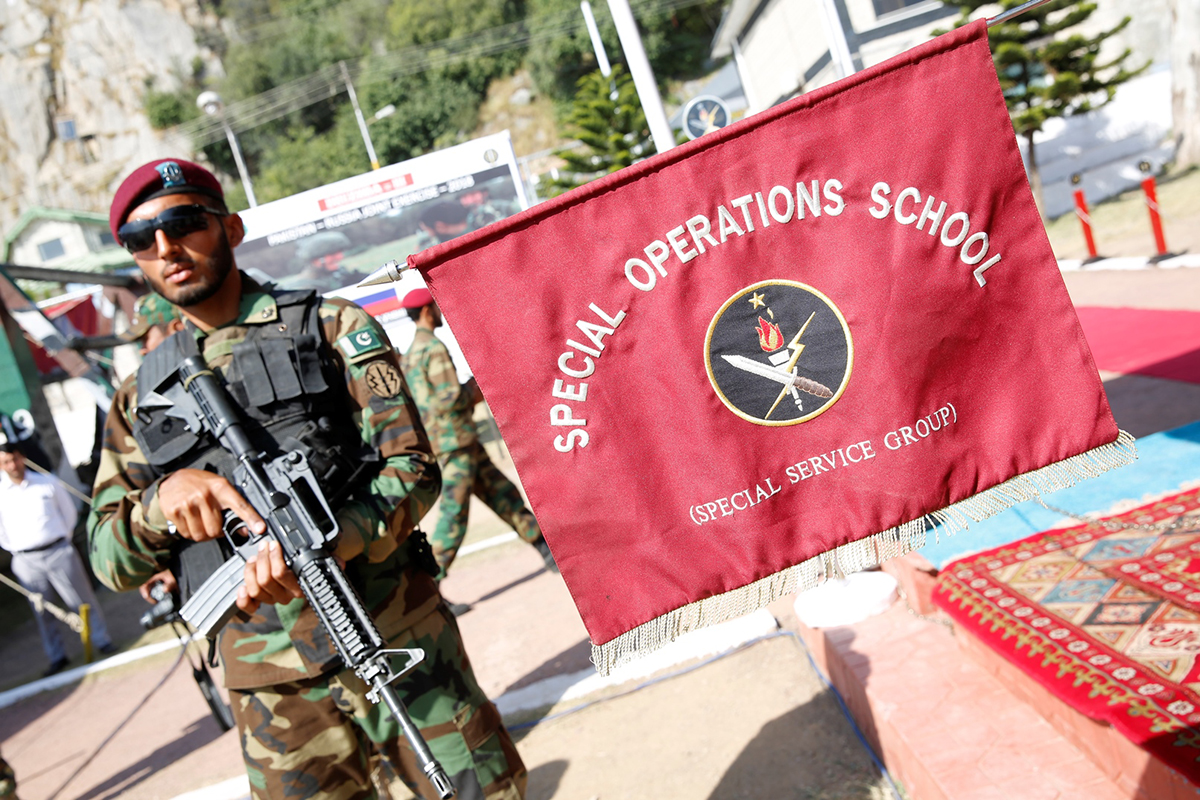
Membre des SSG portant le béret caractéristique du commando.

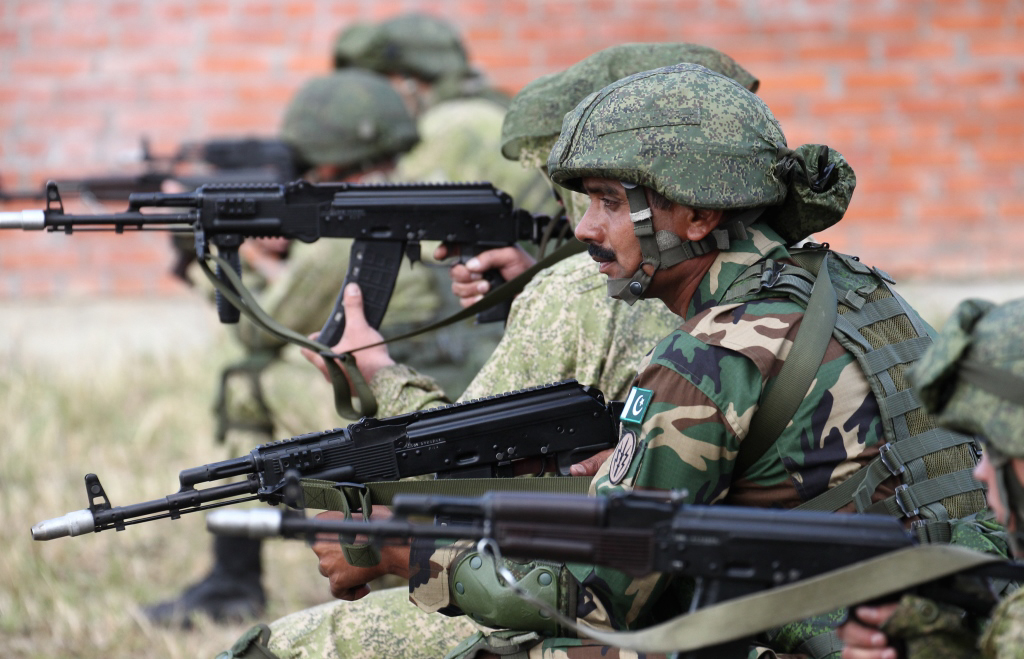
Membres du SSG effectuant un exercice avec l'armée russe.

Le Special Service Group est créé en 1956 avec l'aide de conseillers de l'armée américaine. Dénommé alors 19e Bataillon du Régiment du Baloutchistan et spécialisé dans la guerre non-conventionnelle, il envoie des instructeurs former les rebelles nagas. Ouverte en 1964, avec des formateurs des Green Berets, l'École des troupes aéroportés de Peshawar entraine les 700 hommes du SSG du Régiment du Baloutchistan qui participent en 1965 à la deuxième guerre indo-pakistanaise en attaquant trois bases aériennes indiennes du Penjab. En 1966, la marine pakistanaise met en place sa propre unité, le Special Service Group Naval.
Ces attaques efficaces militairement sur les forces armées indiennes amène à la création officiel du SSG (Battallions Commandos n°1, 2 et 3) qui interviennent par rotation au Pakistan oriental jusqu'en 1970. Les bataillons commandos 1 et 2 sont engagés dans la troisième guerre indo-pakistanaise de 1971, réussissant une infiltration commando dans le secteur de Poonch contre un régiment d'artillerie. En 1987, une douzaine de SSG parviennent à établir une position pakistanaise dans le glacier de Siachen, à proximité des monts Saltoro et des positions indiennes. 
À compter des années 2000, les SSG vont de plus en plus servir pour la contre-insurrection et le contre-terrorisme. Dès 2002, ils sont engagés conte l'insurrection islamiste au Pakistan, plus particulièrement au Waziristan, pour lutter contre les révoltes tribales et islamistes. Près de 150 SSG participent à l'assaut de la Mosquée rouge de 2007, conduisant à la mort de Haroon Islam, leur commandant. En représailles, les insurgés tuent 20 membres de SSG près de leur base d'Haripur en septembre 2007. 
Les SSG participent à la Seconde bataille de Swat, notamment lors de la reprise du district de Buner et des hauteurs de Swat aux insurgés par des unités héliportées. Lors de l'opération Rah-e-Nijat de 2009, ils sont utilisés en appui de l'infanterie.  

## Rôle et organisation

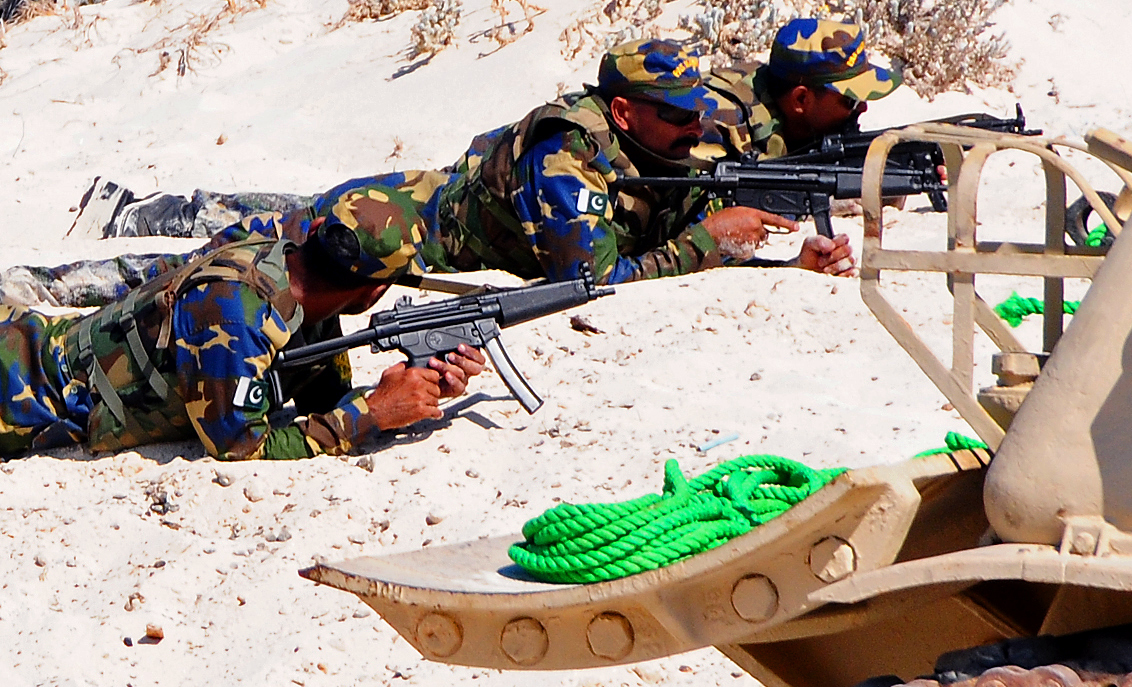
Le SSG Naval de la marine pakistanaise lors des exercices Bright Star 2009.

La structure des SSG, dont notamment le nombre de bataillons qui la compose ainsi que leur effectifs, sont tenus secret. Le groupe compterait une dizaine de bataillons, et peut-être 3 000 hommes en 2012. Ceux-ci sont notamment spécialisés dans l'anti-terrorisme, les opérations spéciales, le parachutisme, le combat en montagne et dans le désert, la démolition sous-marine et autres opérations navales. Le groupe est commandé par un major général disposant du titre de General Officer Commanding.
Les SSG sont principalement utilisés dans le cadre du conflit avec l'Inde, essentiellement le conflit du Cachemire. Ses troupes formées aux combats de hautes montagnes ont notamment été déployées dans le glacier de Siachen, particulièrement hostile et disputé. Ils ont également servi en appui à l'insurrection au Jammu-et-Cachemire, étant formés aux opérations clandestines et guerre asymétrique notamment.

## Sélection et entrainement

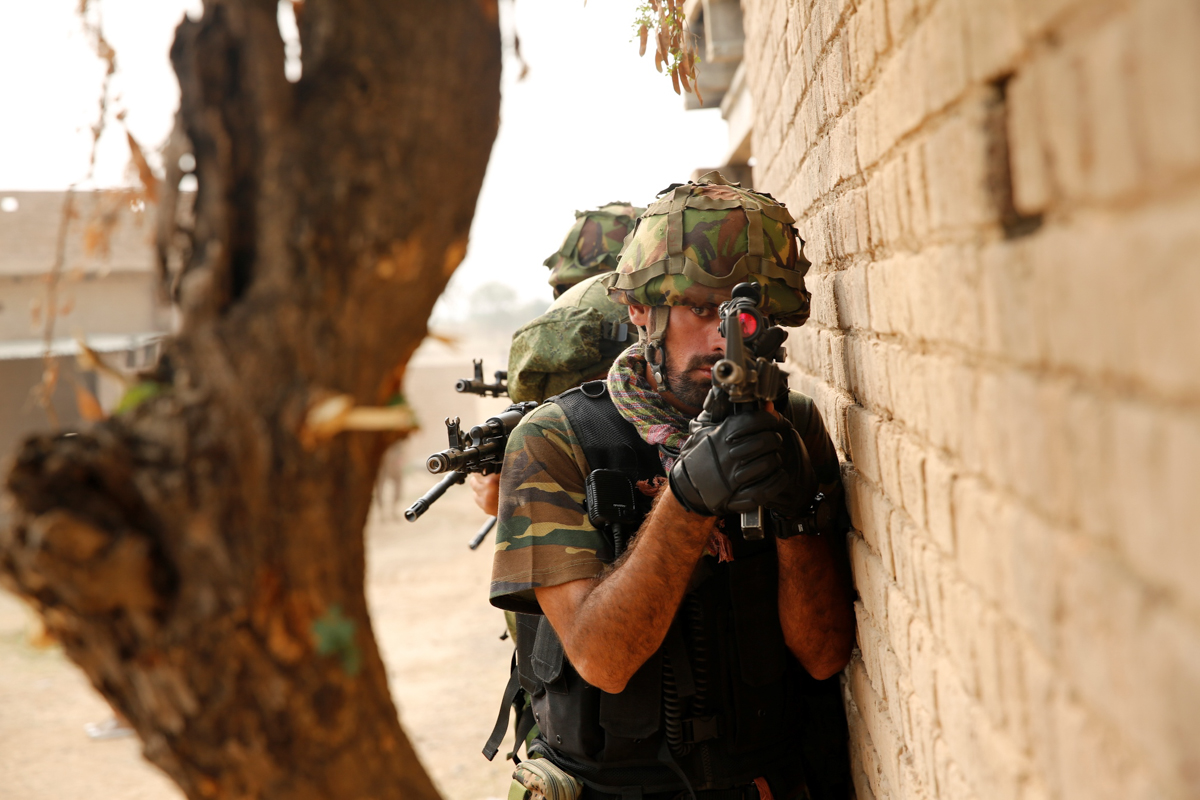
Membre des SSG effectuant un exercice, dans les années 2010.

Les candidats pour rejoindre les SSG peuvent être membres de toutes les branches des forces armées pakistanaises, disposant d'au moins cinq ans de service et ayant fait la demande d'intégrer ce commando d'élite. Ils doivent ensuite passer des tests physiques et psychologiques, ainsi qu'être approuvés par une enquête des services de renseignement. Le bataillon de parachutistes exige notamment que le candidat réalise trente pompes et trente sit ups en moins d'une minute par série, ainsi que six tractions et courir 1 600 mètres en moins de huit minutes. 
Les SSG effectue leur première formation de neuf mois à Cherat, où se trouve l'école et le quartier-général du groupe, dans le district de Nowshera, situé dans la province de Khyber Pakhtunkhwa. Il s'agit d'une station de montagne culminant à 3 000 mètres d'altitude. Les candidats doivent notamment marcher 60 kilomètres en moins de 12 heures et courir 8 kilomètres en 40 minutes, avec leur équipement complet. Les soldats continuent leur entrainement à l'école de parachutistes, située à proximité de Peshawar. Fondée en 1964, elle forme des SSG depuis 1981. Ils doivent effectuer au moins cinq sauts de jour et trois de nuit. 
Les membres du SSG se spécialisent ensuite dans divers domaines. Une école de la marine pakistanaise à Karachi forment les membres du groupe naval. Les sélectionnés se voient attribuer un grade en fonction des distances nagées. L'école d'Abbottabad forme quant-à elle aux combats de montagne. Depuis 1987, une nouvelle école a été établie à Rattu, dans le Gilgit-Baltistan. Située à une altitude de 9 000 mètres, elle forme aux combats de haute-montagne et à la guerre à ski,.